# Colastes abdominalis
Colastes abdominalis är en stekelart som beskrevs av Sergey A. Belokobylskij 1986. Colastes abdominalis ingår i släktet Colastes och familjen bracksteklar. Inga underarter finns listade i Catalogue of Life.